# Championnat de Taïwan de football 2008
Navigation
Saison précédente Saison suivante
La saison 2008 du Championnat de Taïwan de football voit l'organisation simultanée de deux compétitions durant l'année. En effet, une nouvelle compétition, l' Intercity Football League, est mise en place et est disputée par des clubs représentant des villes ou des provinces. Elle doit devenir l'unique compétition nationale à partir de 2009. D'ici là, l'autre championnat, l'Entreprise Football League, est maintenu. C'est le vainqueur de l'EFL qui représente le Taipei chinois en Coupe du président de l'AFC. Les deux compétitions ne sont pas organisées en même temps, ce qui permet à un club de pouvoir prendre part aux deux championnats s'il le souhaite.
Taiwan PCFC réussit l'exploit de remporter les deux championnats cette saison.

## Entreprise Football League
Le championnat est organisé du 5 janvier au 27 avril 2008.

### Les clubs participants
- Taiwan PCFC
- Tatung Football Club
- Hun Sing FC
- Fubon Financial FC
- E-United Group
- Bros FC
- NSTC FC
- Molten Tso I

### Classement
Les huit équipes engagées s'affrontent en matchs aller et retour. Le classement est établi sur le barème de points classique (victoire à 3 points, match nul à 1, défaite à 0). Pour départager les égalités, on tient d'abord compte des confrontations directes, de la différence de buts générale, puis du nombre de buts marqués.
| Rang | Équipe               | Pts | J  | G  | N | P  | Bp | Bc | Diff |
| ---- | -------------------- | --- | -- | -- | - | -- | -- | -- | ---- |
| 1    | Taiwan PCFCT         | 35  | 14 | 11 | 2 | 1  | 34 | 6  | +28  |
| 2    | Tatung Football Club | 35  | 14 | 11 | 2 | 1  | 29 | 6  | +23  |
| 3    | Molten Tso I         | 30  | 14 | 10 | 0 | 4  | 32 | 8  | +24  |
| 4    | E-United Group       | 19  | 14 | 6  | 1 | 7  | 21 | 31 | -10  |
| 5    | Hun Sing FC          | 16  | 14 | 4  | 4 | 6  | 13 | 20 | -7   |
| 6    | NSTC FC              | 11  | 14 | 3  | 2 | 9  | 7  | 21 | -14  |
| 7    | Bros FC              | 9   | 14 | 3  | 0 | 11 | 11 | 34 | -23  |
| 8    | Fubon Financial FC   | 7   | 14 | 2  | 1 | 11 | 10 | 31 | -21  |

|  | Qualification pour la Coupe du président de l'AFC 2009 |
|  | T : Tenant du titre                                    |

## Intercity Football League
Le championnat est organisé du 23 août au 22 novembre 2008. Les huit clubs participants s'affrontent une fois puis les quatre premiers se qualifient pour la phase finale, jouée sous forme de poule.

### Les clubs participants
- Yilan County
- Taiwan PCFC
- Tatung Football Club
- Bros FC
- Hualien County
- Taipei County
- Chia Cheng Hsin
- Hun Sing FC

### Classement
Le classement est établi sur le barème de points classique (victoire à 3 points, match nul à 1, défaite à 0). Pour départager les égalités, on tient d'abord compte des confrontations directes, de la différence de buts générale, puis du nombre de buts marqués.
Première phase :
| Rang | Équipe                | Pts | J | G | N | P | Bp | Bc | Diff |
| ---- | --------------------- | --- | - | - | - | - | -- | -- | ---- |
| 1    | Taiwan PCFC           | 16  | 7 | 5 | 1 | 1 | 14 | 5  | +9   |
| 2    | Chia Cheng Hsin       | 13  | 7 | 4 | 1 | 2 | 26 | 10 | +16  |
| 3    | Tatung Football ClubT | 13  | 7 | 4 | 1 | 2 | 17 | 13 | +4   |
| 4    | Hun Sing FC           | 11  | 7 | 3 | 2 | 2 | 11 | 10 | +1   |
| 5    | Bros FC               | 10  | 7 | 3 | 1 | 3 | 15 | 12 | +3   |
| 6    | Yilan City            | 10  | 7 | 3 | 1 | 3 | 13 | 17 | -4   |
| 7    | Taipei County         | 4   | 7 | 1 | 1 | 5 | 15 | 29 | -14  |
| 8    | Hualien County        | 3   | 7 | 1 | 0 | 6 | 17 | 32 | -15  |

|  | Qualification pour la phase finale |
|  | T : Tenant du titre                |

Poule finale :
| Rang | Équipe                | Pts | J | G | N | P | Bp | Bc | Diff |  | Résultats (▼ dom., ► ext.) | TPo | Chi | Hun | Tat |
| ---- | --------------------- | --- | - | - | - | - | -- | -- | ---- |  | -------------------------- | --- | --- | --- | --- |
| 1    | Taiwan PCFC           | 6   | 3 | 2 | 0 | 1 | 2  | 1  | +1   |  | Taiwan PCFC                |     | 1-0 | 0-1 | 1-0 |
| 2    | Chia Cheng Hsin       | 6   | 3 | 2 | 0 | 1 | 6  | 2  | +4   |  | Chia Cheng Hsin            |     |     | 4-0 | 2-1 |
| 3    | Hun Sing FC           | 4   | 3 | 1 | 1 | 1 | 2  | 5  | -3   |  | Hun Sing FC                |     |     |     | 1-1 |
| 4    | Tatung Football ClubT | 1   | 3 | 0 | 1 | 2 | 2  | 4  | -2   |  | Tatung Football ClubT      |     |     |     |     |

|  | Vainqueur de l'Intercity Football League |
|  | T : Tenant du titre                      |

## Bilan de la saison
| Championnat de Taïwan de football 2008 |             |
| Champion                               | Taiwan PCFC |
| Qualifications continentales           |             |
| Coupe du président de l'AFC 2009       | Taiwan PCFC |
| Promotions et relégations              |             |
| Promus en Division 1                   | Aucun       |
| Relégués                               | Aucun       |